# Gornja Lopušnja
Gornja Lopušnja (cyr. Горња Лопушња) – wieś w Serbii, w okręgu jablanickim, w gminie Vlasotince. W 2011 roku liczyła 37 mieszkańców.